# Solarkraftwerk Pokrow
Das Solarkraftwerk Pokrow (ukrainisch Покровська сонячна електростанція Pokrowska sonjatschna elektrostanzija, wörtlich Pokrower Solarkraftwerk) ist die größte Photovoltaikanlage der Ukraine, in der Nähe der Stadt Pokrow in der Oblast Dnipropetrowsk. Im Februar 2019 begann das Unternehmen DTEK mit den Vorbereitungen für den Bau. Die Kapazität war mit 240 MW projektiert. Das Kraftwerk Pokrowska besteht aus 874.000 Paneelen, die sich auf dem Gelände eines ehemaligen Mangansteinbruchs befinden.
Die PV-Anlage soll etwa 400 Millionen kWh Ökostrom erzeugen, mit welcher 400.000 Tonnen Kohlenstoffdioxid eingespart werden. Die Investitionen belaufen sich auf etwa 200 Millionen Euro. Siemens wurde als Hauptunternehmen für den Bau des Umspannwerks ausgewählt. Die Solarpaneele lieferte das chinesische Unternehmen Risen. Der Betrieb wurde am 31. Oktober 2019 aufgenommen.